# AGM-63
Die AGM-63 war eine US-amerikanische Luft-Boden-Rakete, die zur Bekämpfung von bodengestützten Radaranlagen vorgesehen war. Über die Planungsphase kam der Flugkörper allerdings nicht heraus.
Das Projekt wurde im März 1962 gestartet, als die US Navy einen Bedarf an zwei Anti-Radar-Raketen (ARM) feststellte. Diese sollten die AGM-45 Shrike, die nur eine kurze Reichweite hatte, ergänzen. Die erste (ARM I) sollte über eine Reichweite von bis zu 90 km verfügen, während die zweite (ARM II) über eine Reichweite von über 180 km verfügen sollte. Die Entwicklung der ARM I wurde im Jahr 1963 genehmigt, ihr wurde die Bezeichnung ZAGM-63A gegeben. Die verfügbaren Mittel flossen jedoch in andere ARM-Programme, wie die Verbesserung AGM-45 Shrike. Die Entwicklung der AGM-78 Standard ARM und der AGM-88 HARM wurde ebenfalls als wesentlich wichtiger und dringlicher angesehen als eine komplette Neuentwicklung.
Die Entwicklung der AGM-63 wurde über mehrere Jahre vor allem im theoretischen Bereich fortgesetzt. Weder ein Prototyp noch eine Hülle wurden praktisch getestet. Das Projekt wurde schließlich zum Anfang des Jahres 1970 beendet.